# Rochegude, Drôme
Rochegude är en kommun i departementet Drôme i regionen Auvergne-Rhône-Alpes i sydöstra Frankrike. Kommunen ligger i kantonen Saint-Paul-Trois-Châteaux som tillhör arrondissementet Nyons. År 2022 hade Rochegude 1 677 invånare.

## Befolkningsutveckling
Antalet invånare i kommunen Rochegude
Referens:INSEE